# Synot liga 2014/15
De Synot liga 2014/15 was het tweeëntwintigste seizoen van het Tsjechisch nationaal voetbalkampioenschap.  Het startte op 25 juli 2014 en eindigde op 30 mei 2015. FC Viktoria Pilsen werd voor de derde keer landskampioen, en dit met vijf punten voorsprong op titelhouder AC Sparta Praag. FC Hradec Králové en SK Dynamo České Budějovice degradeerden naar de Fotbalová národní liga.

## Clubs
| Club                       | Stad               | Stadion                                     | Afbeelding | Opening | Capaciteit |
| -------------------------- | ------------------ | ------------------------------------------- | ---------- | ------- | ---------- |
| FC Baník Ostrava           | Ostrava            | Bazaly                                      |            | 1959    | 10.039     |
| FK Baumit Jablonec         | Jablonec nad Nisou | Stadion Střelnice                           |            | 1955    | 6280       |
| Bohemians 1905 Praag       | Vršovice, Praag    | Ďolíček                                     |            | 1932    | 5000       |
| FK Dukla Praag             | Dejvice, Praag     | Na Julisce                                  |            | 1960    | 8150       |
| SK Dynamo České Budějovice | České Budějovice   | Fotbalový stadion Střelecký ostrov          |            | 1940    | 6681       |
| FC Hradec Králové          | Hradec Králové     | Všesportovní stadion                        |            | 1966    | 7000       |
| FK Mladá Boleslav          | Mladá Boleslav     | Městský stadion Mladá Boleslav              |            | 2005    | 5000       |
| 1. FK Příbram              | Příbram            | Na Litavce                                  |            | 1955    | 9100       |
| SK Slavia Praag            | Vršovice, Praag    | Synot Tip Aréna                             |            | 2008    | 20.800     |
| 1. FC Slovácko             | Uherské Hradiště   | Městský fotbalový stadion Miroslava Valenty |            | 2003    | 8000       |
| FC Slovan Liberec          | Liberec            | Stadion u Nisy                              |            | 1934    | 9900       |
| AC Sparta Praag            | Bubeneč, Praag     | Generali Arena                              |            | 1917    | 19.784     |
| FK Teplice                 | Teplice            | Stadion Na Stínadlech                       |            | 1973    | 18.221     |
| FC Viktoria Pilsen         | Pilsen             | Stadion města Plzně                         |            | 1955    | 11.700     |
| FC Vysočina Jihlava        | Jihlava            | Stadion v Jiráskově ulici                   |            | 1948    | 4155       |
| FC Zbrojovka Brno          | Brno               | Městský fotbalový stadion Srbská            |            | 1949    | 12.550     |

## Eindstand
|     | Club                        | WG | W  | G  | V  | DV | DT | P  |                                            |
| --- | --------------------------- | -- | -- | -- | -- | -- | -- | -- | ------------------------------------------ |
| 1.  | FC Viktoria Pilsen          | 30 | 23 | 3  | 4  | 70 | 24 | 72 | 3e voorronde UEFA Champions League 2015/16 |
| 2.  | AC Sparta Praag1            | 30 | 21 | 4  | 5  | 57 | 20 | 67 | 3e voorronde UEFA Champions League 2015/16 |
| 3.  | FK Baumit Jablonec          | 30 | 19 | 7  | 4  | 58 | 22 | 64 | 3e voorronde UEFA Europa League 2015/16    |
| 4.  | FK Mladá Boleslav           | 30 | 13 | 7  | 10 | 43 | 34 | 46 | 2e voorronde UEFA Europa League 2015/16    |
| 5.  | 1. FK Příbram               | 30 | 12 | 7  | 11 | 40 | 45 | 43 |                                            |
| 6.  | FK Dukla Praag              | 30 | 11 | 8  | 11 | 34 | 40 | 41 |                                            |
| 7.  | FK Teplice                  | 30 | 9  | 11 | 10 | 41 | 37 | 38 |                                            |
| 8.  | Bohemians Praag 1905        | 30 | 10 | 8  | 12 | 35 | 41 | 38 |                                            |
| 9.  | 1. FC Slovácko              | 30 | 10 | 7  | 13 | 43 | 46 | 37 |                                            |
| 10. | FC Vysočina Jihlava         | 30 | 10 | 6  | 14 | 33 | 38 | 36 |                                            |
| 11. | SK Slavia Praag             | 30 | 9  | 7  | 14 | 40 | 45 | 34 |                                            |
| 12. | FC Slovan Liberec3          | 30 | 7  | 12 | 11 | 39 | 43 | 33 | 3e voorronde UEFA Europa League 2015/16    |
| 13. | FC Baník Ostrava            | 30 | 8  | 9  | 13 | 23 | 41 | 33 |                                            |
| 14. | FC Zbrojovka Brno           | 30 | 9  | 6  | 15 | 34 | 45 | 33 |                                            |
| 15. | FC Hradec Králové2          | 30 | 6  | 7  | 17 | 26 | 52 | 25 | Degradatie naar de Fotbalová národní liga  |
| 16. | SK Dynamo České Budějovice2 | 30 | 5  | 7  | 18 | 29 | 72 | 22 | Degradatie naar de Fotbalová národní liga  |

1 AC Sparta Praag was in dit seizoen de titelverdediger. 

2 FC Hradec Králové en SK Dynamo České Budějovice waren in dit seizoen nieuwkomers, zij speelden in het voorgaande seizoen niet op het hoogste niveau van het Tsjechische voetbal.

3 FC Slovan Liberec was de winnaar van de Tsjechische beker van dit seizoen.

## Statistieken

### Topscorers
20 doelpunten

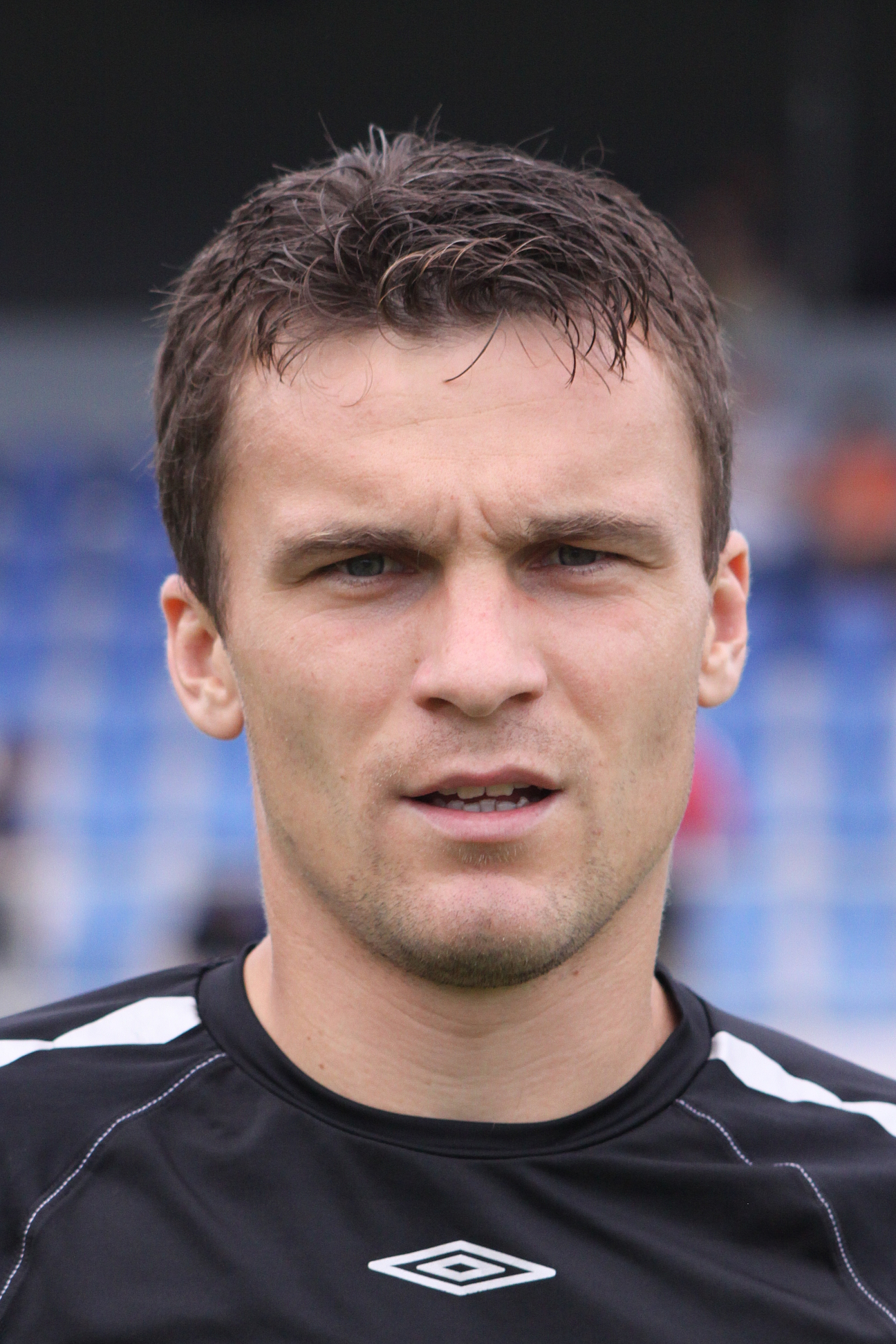
David Lafata

- David Lafata (AC Sparta Praag)

19 doelpunten
- Milan Škoda (SK Slavia Praag)

16 doelpunten
- Libor Došek (1. FC Slovácko)

12 doelpunten
- Aidin Mahmutović (FC Viktoria Pilsen)
- Josef Šural (FC Slovan Liberec)

11 doelpunten
- Daniel Kolář (FC Viktoria Pilsen)
- Filip Novák (FK Baumit Jablonec)

10 doelpunten
- Bořek Dočkal (AC Sparta Praag)
- Tomáš Wágner (FK Mladá Boleslav)

9 doelpunten
- Jakub Řezníček (AC Sparta Praag)
- Pavel Dvořák (FC Hradec Králové)
- Václav Kadlec (AC Sparta Praag)

### Assists
12 assists
- Martin Zeman (1. FK Příbram)

11 assists
- Bořek Dočkal (AC Sparta Praag)

9 assists
- Jan Kopic (FK Baumit Jablonec)

8 assists
- Jan Kovařík (FC Viktoria Pilsen)

7 assists
- Daniel Kolář (FC Viktoria Pilsen)
- Pavel Kadeřábek (AC Sparta Praag)
- Patrik Hrošovský (FC Viktoria Pilsen)

6 assists
- Jaroslav Diviš (1. FC Slovácko)
- Ladislav Krejčí (AC Sparta Praag)
- Václav Pilař (FC Viktoria Pilsen)
- Tomáš Berger (FK Dukla Praag)
- Martin Frýdek (FC Slovan Liberec)
- Kevin Luckassen (FC Slovan Liberec)